# Таёжная (река, впадает в Японское море)
Таёжная — река в Приморском крае России.

## Общие сведения
До переименования географических объектов на Дальнем Востоке в 1972 году называлась Белембе или Белимбэ. Протекает в юго-восточном направлении по территории Тернейского района. Исток находится на восточных склонах хребта Сихотэ-Алинь. Впадает в Японское море. Длина реки составляет 71 км, площадь водосборного бассейна — 685 км².
Населённых пунктов на реке нет. В 20 км северо-восточнее устья Таёжной находится устье реки Малая Кема и стоит село Малая Кема, а в 45 км юго-западнее — устье реки Серебрянка и посёлок Терней.

Выкормив мулов на подножном корму, мы пошли вверх по реке Билимбе. Она длиною около 90 км и берёт начало с Сихотэ-Алиня. Реку Билимбе можно назвать пустынною. По обоим берегам реки лес растёт так густо, что кажется, будто река течёт в коридоре. Наклонившиеся деревья во многих местах перепутались ветвями и образовали живописные арки.— Арсеньев В. К. «В дебрях Уссурийского края»

## Данные водного реестра
По данным государственного водного реестра России и геоинформационной системы водохозяйственного районирования территории РФ, подготовленной Федеральным агентством водных ресурсов:
- Бассейновый округ — Амурский
- Речной бассейн — бассейны рек Японского моря
- Водохозяйственный участок — реки бассейна Японского моря от северной границы бассейна реки Самарги до восточной границы бассейна реки Партизанской
- Код водного объекта — 20040000212118200006889